# St-Louis (Lyon)

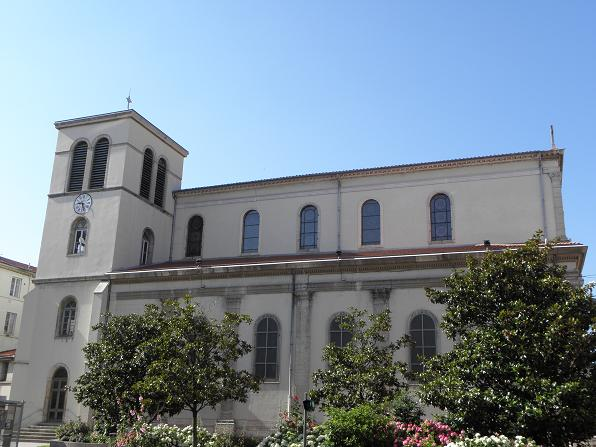
St-Louis (Lyon)

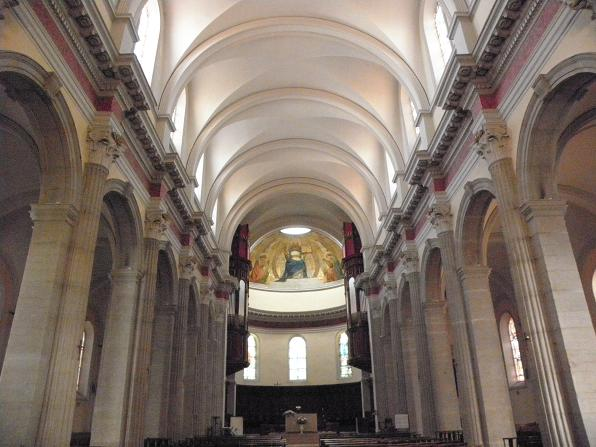
St-Louis (Lyon)

Die Kirche St-Louis (auch: Notre-Dame-Saint-Louis-de-la-Guillotière) ist eine römisch-katholische Kirche im 7. Arrondissement von Lyon.

## Lage und Patrozinium
Die Kirche steht östlich der Rhône im Viertel La Guillotière am Schnittpunkt der Straßen Grande Rue de la Guillotière und Rue de la Madeleine. Sie ist zu Ehren Ludwigs des Heiligen und Unserer Lieben Frau geweiht. Sie gehört zur  Pfarrei des seligen Antoine Chevrier (Paroisse du bienheureux Antoine Chevrier). Traditionell geht an Karfreitag eine Kreuzweg-Prozession von St-Louis zur Kathedrale von Lyon.

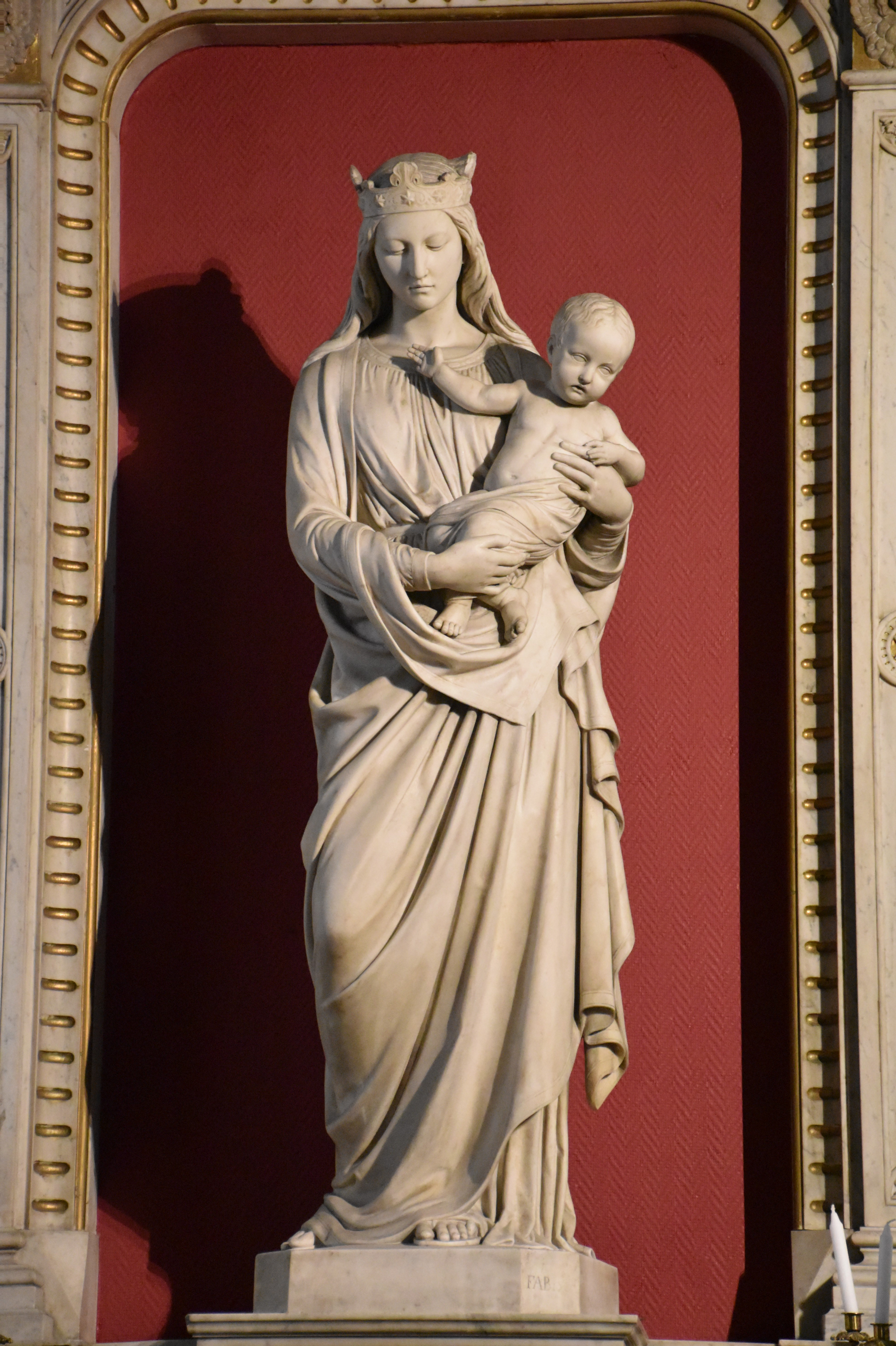
St-Louis (Lyon), Madonna von Fabisch

## Geschichte
Der Architekt Christophe Crépet (1807–1864) baute von 1842 bis 1855 eine am Ort befindliche Franziskanerkapelle zu einer klassizistischen Kirche um. Die Fassade zeigt in Nischen die Figuren der vier Evangelisten.

## Ausstattung
Die Kirche verfügt über Fenster des Künstlers Louis Guy (1828–1888), Gemälde von Louis Bardey (1851–1915), Louis Bouquet (1885–1952) und François Poncy, sowie über eine Marienfigur mit Jesuskind von Joseph-Hugues Fabisch. Das Apsisgewölbe ist mit einem Fresko ausgemalt, das einen majästetischen Christus zwischen zwei ihn anbetenden Engeln zeigt. Auf dem Taufbecken aus dem 11. Jahrhundert zeigt ein Relief den Täufling beim Erwürgen einer Schlange. 
Die Orgel wurde 1946 von den Orgelbauern Michel-Merklin & Kuhn erbaut. Sie ist zu beiden Seiten des Chors zwischen Kirchenschiff und Apsis angeordnet. Das Instrument hat 42 Register auf drei Manualen und Pedal und wurde 2008 von Michel Giroud restauriert.